# Pachydissus magnus
Pachydissus magnus es una especie de escarabajo longicornio del género Pachydissus, tribu Cerambycini, subfamilia Cerambycinae. Fue descrita científicamente por McKeown en 1940.

## Descripción
Mide 43 milímetros de longitud.

## Distribución
Se distribuye por Australia.